# Позбавлення сану

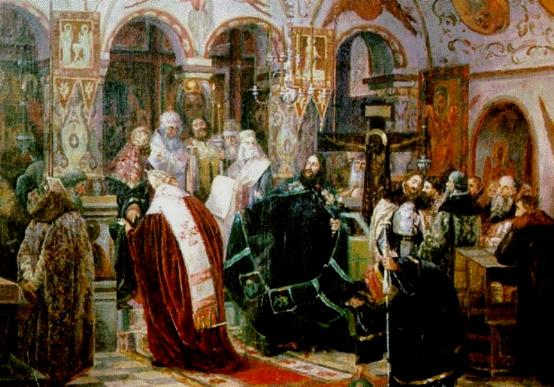
Позбавлення Нікона сану патріарха (1666) Невідомий автор XIX ст.

Позбавлення сану (скидання зі священного чину) - позбавлення клірика (диякона, священника або єпископа) його духовного сану, тобто ступеня священства.
Здійснюється вищими органами церковно-судової влади у зв'язку з вчиненням духовною особою діянь або вираженням поглядів, несумісних з віровченням або які грубо порушують церковне право. Не слід змішувати з іншим дисциплінарним покаранням (докором) - забороною у священнослужінні, яке має тимчасовий характер і може застосовуватися одноосібно правлячим єпископом щодо клірика, який перебуває в його канонічної юрисдикції, тобто належить до його єпархії.

## У православних церквах
В Православній Церкві України позбавлення стану відбувається згідно рішення суду Священного Синоду.
Більш поширеною мірою покарання священнослужителів, ніж скидання з сану, є заборона в служінні - заборона священнослужителю здійснювати богослужіння. Продовження забороненим священнослужителем пропаганди його засуджених поглядів, відсутність каяття, і особливо вчинення ним богослужіння, будучи під забороною, можуть надалі служити підставою для його скидання з сану.

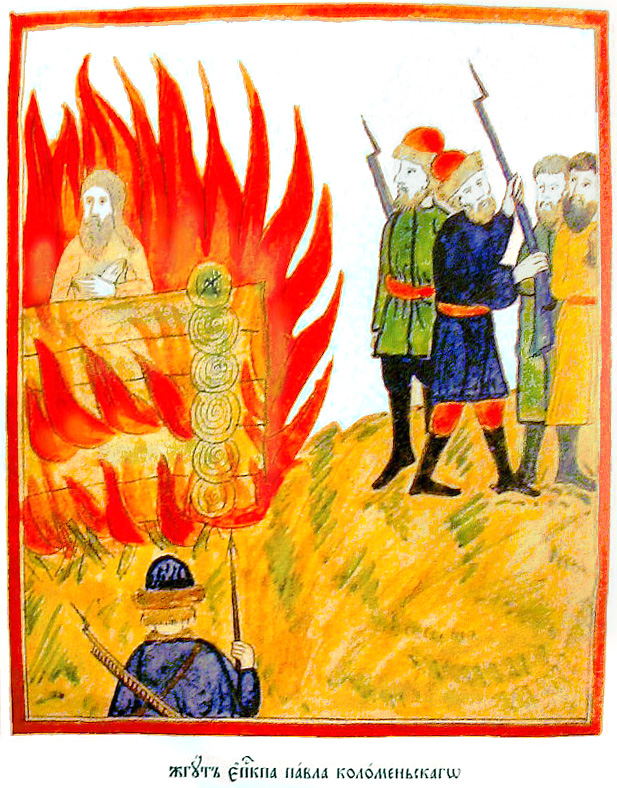
Спалення зверженого з сану єпископа Павла Коломенського, 1656 (мініатюра XIX століття)

Скидання з сану саме по собі не означає  відлучення від Церкви. Однак на практиці церковне керівництво одночасно з прийняттям рішення про скидання священнослужителя нерідко також приймає рішення і про його подальше відлучення від Церкви.